# 오스트리아 경기순환이론
오스트리아 경기순환이론(영어: Austrian business cycle theory, ABCT)은 오스트리아 학파에 의해 개발된 경제 이론으로, 경기 순환이 어떻게 발생하는지 설명하고자 한다. 이 이론은 경기 순환을 중앙은행이나 부분 준비 은행이 설정한 인위적으로 낮은 금리로 인해 은행 신용이 과도하게 성장한 결과로 본다. 오스트리아 경기변동 이론은 오스트리아 학파 경제학자 루트비히 폰 미제스와 프리드리히 하이에크의 작업에서 비롯되었다. 하이에크는 이 이론에 대한 그의 공로로 1974년 노벨 경제학상을 수상했다 (군나르 뮈르달과 공동 수상).
이 이론에 따르면 경기 순환은 다음과 같은 방식으로 전개된다: 낮은 이자율은 차입을 자극하는 경향이 있으며, 이는 새로 발행된 은행 신용으로 자금을 조달하는 자본 지출 증가로 이어진다. 지지자들은 신용에서 비롯된 호황이 광범위한 부실 투자를 초래한다고 주장한다. 신용 생성이 끝나면 "경기후퇴" 또는 "불황"으로 흔히 불리는 조정 또는 신용 경색이 발생한다. 그러면 통화량이 수축하고(또는 성장이 둔화되고), 치유적인 경기후퇴를 야기하며 궁극적으로 자원이 이전의 용도로 재할당될 수 있도록 한다.
경기 순환에 대한 오스트리아 학파의 설명은 주류경제학의 경기 순환 이해와는 상당히 다르며, 일반적으로 주류 경제학자들에게는 받아들여지지 않는다. 오스트리아 학파 이론가들은 이러한 결론에 계속해서 이의를 제기하고 있다.

## 메커니즘

### 부실 투자와 호황
ABCT에 따르면, 진정한 자유 시장에서는 무작위적인 파산과 사업 실패가 경제의 변두리에서 항상 발생하지만, 동시다발적이고 연쇄적인 사업 실패를 유발하는 광범위한 가격 책정 문제가 없다면 "군집"해서는 안 된다. 이론에 따르면 광범위하고 동기화된 "부실 투자" 기간은 이자율의 잘못된 가격 책정으로 인해 발생하며, 이로 인해 은행의 광범위하고 과도한 사업 대출 기간이 뒤따르고, 이 신용 확장은 나중에 급격한 수축과 과도한 부채로 구매된 부실 자산 매각(청산) 기간으로 이어진다. 초기 확장은 부분 준비 은행이 완전 준비 은행이 요구할 것보다 낮은 이자율로 과도한 대출과 차입을 장려하기 때문에 발생하는 것으로 여겨진다. 비교적 저렴한 자금을 이용할 수 있기 때문에 기업가들은 "첨단 기술" 산업과 같이 더 우회적이고 "더 긴 생산 과정" 기술을 위해 자본재에 투자한다. 차용인은 새로 취득한 자금을 가지고 새로운 자본재를 구매하여, 음식과 같은 기본적인 소비재보다는 "첨단 기술" 자본재에 할당되는 총 지출의 비율을 증가시킨다. 그러나 이러한 변화는 은행의 과도한 신용 창조로 인한 잘못된 가격 책정으로 인해 시간이 지남에 따라 필연적으로 지속 불가능하며, 항상 지속 불가능하기 때문에 궁극적으로 역전되어야 한다. 이러한 왜곡된 불균형이 오래 지속될수록 필요한 재조정 과정은 더욱 폭력적이고 파괴적일 것이다.
오스트리아 학파 이론가들은 이러한 상황에서 발생하는 호황은 실제로는 낭비적인 부실 투자 기간이라고 주장한다. "실질" 저축은 안정적인 통화 공급 하에서 예금자들이 장기 프로젝트에 투자하기 위해 정기 예금에 돈을 저축하도록 장려하기 위해 더 높은 이자율을 요구했을 것이다. 은행 대출로 인한 인위적인 자극은 시장의 장기적인 요인에 의해 정당화되지 않는 일반적인 투기 투자 거품을 유발한다.

### 불황
"금융위기"(또는 "신용 경색")는 소비자들이 현행 이자율에서 원하는 저축 및 소비 배분을 다시 설정할 때 발생한다. "경기후퇴" 또는 "불황"은 사실 경제가 화폐적 호황의 낭비와 오류에 적응하고 지속 가능한 소비자 욕구에 대한 효율적인 서비스를 재확립하는 과정이다.
지속적으로 확장되는 은행 신용은 인위적인 신용 기반 호황을 유지할 수 있다(중앙은행의 연이은 낮은 금리의 도움으로). 이는 "심판의 날"을 연기하고 지속 불가능하게 부풀려진 자산 가격의 붕괴를 지연시킨다.
화폐적 호황은 은행 신용 확장이 마침내 멈출 때 끝난다. 즉, 투기적인 차용인이 현행 이자율에서 적절한 수익을 제공하는 투자를 더 이상 찾을 수 없을 때이다. "잘못된" 화폐적 호황이 오래 지속될수록 차입은 더 크고 투기적으로 변하며, 저지른 오류는 더 낭비적이고 필요한 파산, 압류 및 불황 조정은 더 길고 심각해진다.

### 정부 정책 오류
오스트리아 경기순환이론은 재정 긴축이나 "긴축"이 반드시 경제 성장을 증가시키거나 즉각적인 회복을 가져올 것이라고 주장하지는 않는다. 오히려 그들은 대안(일반적으로 중앙 정부가 당시 정부가 선호하는 은행, 기업 및 개인을 구제하는 것)이 궁극적인 회복을 더 어렵고 불균형하게 만들 것이라고 주장한다. 중앙 정부의 모든 자산 가격 지지 시도, 파산한 은행 구제 또는 적자 지출을 통한 경제 "자극"은 자원 배분 오류와 부실 투자를 더욱 심화시키고 경제 왜곡을 더욱 두드러지게 하여, 안정적인 성장으로 돌아가기 위해 필요한 불황과 조정을 장기화할 것이다. 특히 이러한 경기 부양책이 정부 부채와 경제의 장기 부채 부담을 실질적으로 증가시킬 경우 더욱 그렇다. 오스트리아 학파는 정책 오류가 정부(및 중앙은행)가 "잘못된" 지속 불가능한 신용 기반 호황이 애초에 시작되도록 허용한 약점이나 태만에 있다고 주장하며, 재정 및 통화 "긴축"으로 끝내는 데 있지 않다고 주장한다. 따라서 부채 청산과 부채 감축만이 부채 기반 문제의 유일한 해결책이다. 그 반대, 즉 경제를 위기에서 벗어나기 위해 더 많은 부채를 지는 것은 너무 많은 부채로 인한 위기의 해결책이 될 수 없다. 더 많은 정부 또는 민간 부채가 부채 관련 문제를 해결하는 것은 논리적으로 불가능하다.
루트비히 폰 미제스에 따르면, "신용 확대로 인한 호황의 최종 붕괴를 피할 방법은 없다. 대안은 단지 더 이상의 신용 확대를 자발적으로 포기함으로써 위기가 더 빨리 올 것인지, 아니면 관련 통화 시스템의 최종적이고 완전한 재앙으로 더 늦게 올 것인지뿐이다."

## 중앙은행의 역할
오스트리아 학파 이론가들은 일반적으로 부분 준비 은행을 통한 은행 신용의 지속 불가능한 확장 등 본질적으로 해롭고 비효율적인 중앙은행 정책이 대부분의 경기 순환의 주요 원인이라고 주장한다. 이는 인위적인 이자율을 너무 오랫동안 너무 낮게 설정하는 경향이 있어 과도한 신용 창조, 투기적 "거품", 그리고 인위적으로 낮은 저축을 초래하기 때문이다. 불환지폐 시스템 하에서 중앙은행은 회원 은행에 대출할 때 새로운 돈을 생성하며, 이 돈은 사적 은행의 신용 창출 과정을 통해 여러 배로 증식된다. 이렇게 새로 은행이 생성한 돈은 대출 시장에 유입되어 통화량이 안정적일 경우보다 낮은 이자율을 제공한다.

## 역사
비슷한 이론이 미제스의 화폐와 신용의 이론 (1912) 마지막 몇 페이지에 나타났다. 오스트리아 경기순환이론의 이러한 초기 발전은 미제스의 중립 화폐 개념 거부에 대한 직접적인 표현이었고, 그의 은행 이론 탐구의 거의 부수적인 산물로 등장했다. 데이비드 라이들러는 이 이론에 대한 장에서 그 기원이 크누트 빅셀의 사상에 있다고 언급했다.
노벨상 수상자인 하이에크의 1930년대 이론 발표는 존 메이너드 케인스, 피에로 스라파, 니컬러스 칼도를 포함한 많은 경제학자들에게 비판받았다. 1932년, 피에로 스라파는 하이에크의 이론이 인플레이션으로 유도된 "강제 저축"이 왜 자발적 저축으로 유도된 투자보다 본질적으로 지속 불가능한 자본 투자를 유발하는지 설명하지 못한다고 주장했다. 스라파는 또한 하이에크의 이론이 성장이 위기로 이어지는 것을 막을 수 있는 단일 "자연" 이자율을 정의하지 못했다고 주장했다. 하이에크의 경기 순환 연구에 비판적으로 반응한 다른 학자들로는 존 힉스, 프랭크 나이트, 군나르 뮈르달이 있다. 하이에크는 이러한 반론에 대응하여 자신의 이론을 재구성했다.
오스트리아 학파 경제학자 로저 개리슨은 이론의 기원을 다음과 같이 설명했다.
카를 멩거의 『경제학원론』에 제시된 경제 이론에 기반을 두고 오이겐 폰 뵘바베르크의 『자본과 이자』에서 개발된 자본을 사용하는 생산 과정의 비전에 구축된 오스트리아 학파의 경기 변동 이론은 그 국가적 정체성을 정당화하기에 충분히 독특하다. 그러나 미제스의 『화폐와 신용의 이론』에서 초기 형태를 갖추고 F. A. 하이에크의 『가격과 생산』에서 이후의 설명과 확장이 이루어졌음에도 불구하고, 이 이론은 스웨덴 및 영국 경제학의 중요한 요소를 통합했다. 크누트 빅셀의 『이자율과 가격』은 은행 금리와 실질 이자율 간의 불일치에 가격이 어떻게 반응하는지를 보여주었으며, 이는 호황기 동안 금융 자본의 잘못된 배분에 대한 오스트리아 학파의 설명의 기초를 제공했다. 궁극적으로 시점 간의 잘못된 배분을 드러내고 호황을 불황으로 바꾸는 시장 과정은 영국 통화 학파가 설명한 유사한 과정과 유사하다. 이 과정에서 신용 확대로 유발된 국제적 잘못된 배분은 나중에 교역 조건의 변화와 이에 따른 금속 화폐 흐름의 변화에 의해 제거된다.
루트비히 폰 미제스와 프리드리히 하이에크는 1929년 1929년 월스트리트 대폭락 이전에 주요 경제 위기를 경고한 몇 안 되는 경제학자 중 두 명이었다. 1929년 2월, 하이에크는 다가오는 금융 위기가 무모한 통화 확장의 피할 수 없는 결과라고 경고했다.
오스트리아 학파 경제학자 피터 J. 보이트케는 대침체 이후 연방준비제도가 소비자 물가 하락을 허용하지 않는 것이 실수라고 주장했다. 그에 따르면, 2000년대 초 디플레이션 가능성이 있을 때 연준의 시장 수준 이하로 금리를 인하하는 정책과 정부의 주택 소유 보조금 정책이 원치 않는 자산 인플레이션을 초래했다. 금융 기관은 시장 금리 이하의 환경에서 수익을 늘리기 위해 레버리지를 사용했다. 보이트케는 정부가 신용평가사를 통해 규제를 하면서 금융 기관이 무책임하게 행동하고 주택 시장 가격이 계속 상승할 경우에만 수익을 낼 증권에 투자할 수 있게 되었다고 주장한다. 그러나 금리가 시장 수준으로 다시 오르자 주택 시장 가격이 하락하기 시작했고 곧이어 금융 위기가 발생했다. 보이트케는 실패의 원인을 경제에 긍정적인 개입을 할 수 있는 필요한 지식을 가지고 있다고 가정한 정책 입안자들에게 돌렸다. 오스트리아 학파의 관점은 시장에 대한 정부의 개입 시도가 필요한 조정과 자원의 더 생산적인 용도로의 재할당 과정을 지연시킨다는 것이다. 이러한 관점에서 구제금융은 잘 연결된 사람들에게 부를 분배하는 데만 기여하며, 장기적인 비용은 정보가 부족한 대중의 대다수가 부담한다.
경제학자 스티브 H. 행크는 2007년~2008년 세계 금융 위기를 오스트리아 경기순환이론이 예측한 대로 연방준비은행의 금리 정책의 직접적인 결과로 본다. 재무분석가 제리 템펠만(Jerry Tempelman) 또한 2007년~2008년 세계 금융 위기와 관련하여 ABCT의 예측 및 설명력이 그 지위를 재확인했으며 주류 이론과 비판의 유용성에 의문을 제기할 수도 있다고 주장했다.

## 실증 연구
실증 경제 연구 결과는 결론이 나지 않았으며, 다른 경제 사조들은 다른 결론에 도달한다. 1969년, 밀턴 프리드먼 노벨상 수상자는 이 이론이 경험적 증거와 일치하지 않는다고 보았다. 25년 후인 1993년, 그는 새로운 데이터를 사용하여 질문을 재분석했고 같은 결론에 도달했다. 그러나 2001년, 오스트리아 학파 경제학자 제임스 P. 킬러(James P. Keeler)는 이 이론이 경험적 증거와 일치한다고 주장했다. 경제학자 프랜시스 비스만스(Francis Bismans)와 크리스트텔 무게오(Christelle Mougeot)는 2009년에 같은 결론에 도달했다.
일부 경제사학자들에 따르면, 제2차 세계 대전 이후 경제는 경기 침체 문제를 정부가 해결했기 때문에 훨씬 덜 심각한 호황-불황 주기를 겪었다. 많은 이들이 특히 1980년대 이후로는 중앙은행이 더 많은 독립성을 부여받아 통화 정책을 사용하여 경기 순환을 안정화하기 시작한 사건인 대안정기 이후에 더욱 그렇다고 주장한다. 그러나 오스트리아 경제학자들은 그 반대로, 연방준비제도 창설 이후의 호황-불황 주기가 1913년 이전보다 더 빈번하고 더 심각했다고 주장한다.

## 경제학자 및 정책 입안자들의 반응
니컬러스 칼도에 따르면, 하이에크의 오스트리아 경기순환이론에 대한 작업은 처음에는 "경제학계 전체를 매료시켰지만", 이론의 간극을 메우려는 시도는 간극을 "더 작게 만드는 대신 더 크게" 보이게 했고, 결국 "이론의 기본 가설인 자본 부족이 위기를 초래한다는 것이 틀렸다는 결론에 도달하게 되었다."
《대공황》(1934)에서 오스트리아 경기순환이론을 지지했던 라이어널 로빈스는 나중에 그 책을 쓴 것을 후회하고 케인스주의의 많은 반론을 받아들였다.
노벨상 수상자 모리스 알레는 오스트리아 경기변동 이론과 대공황에 대한 그들의 관점을 지지했으며 종종 루트비히 폰 미제스와 머리 로스바드를 인용했다.
1937년 국제연맹이 경기 순환의 원인과 해결책을 조사했을 때, 오스트리아 경기변동 이론은 케인스주의 및 마르크스주의 이론과 함께 주요하게 검토된 세 가지 이론 중 하나였다.

## 유사 이론
오스트리아 학파 이론은 현대 신용 순환 이론의 선구자 중 하나로 간주되며, 이는 포스트케인스 경제학자와 국제결제은행의 경제학자들이 강조한다. 이 두 이론은 정보 비대칭과 대리인 문제를 강조한다. 또 다른 선구자인 헨리 조지는 토지 가치의 투기적 증가가 소비자 및 기업에 상당한 주택담보대출 부담을 지운다는 부정적인 영향을 강조했다.
다른 신용 순환 이론으로는 어빙 피셔의 부채-디플레이션 이론이 있다.
2003년, 배리 아이켄그린은 신용 호황 이론을 경기 확장과 함께 대출이 증가하고, 특히 규제가 약한 곳에서 이러한 대출을 통해 통화 공급이 증가하는 순환으로 제시했다. 그러나 고정 환율이나 공급 충격으로 인해 인플레이션은 낮게 유지되므로 중앙은행은 신용과 통화를 긴축하지 않는다. 수확 체감으로 인해 수익률이 감소하면서 점점 더 투기적인 대출이 이루어진다. 결국 인플레이션이 시작되거나 경제가 둔화되고, 자산 가격이 하락하면 거품이 터지면서 거시경제적 불황을 야기한다.
2006년 윌리엄 화이트는 "금융 자유화가 오스트리아 학파 방식의 호황-불황 주기의 가능성을 높였다"고 주장했으며, 이후 그는 "제2차 세계 대전 이후 케인스 경제학의 거의 완전한 지배"가 이 분야의 추가 논쟁과 연구를 억압했다고 주장했다. 화이트는 현행 정책이 경기 침체의 영향을 줄이는 데 성공했음을 인정했지만, 인플레이션에 대한 견해는 장기적이어야 하며 당시의 과잉이 위험해 보인다고 언급했다. 또한 화이트는 과도하게 낮은 이자율 환경에서 오스트리아 학파의 경기 순환 설명이 다시 관련성을 가질 수 있다고 믿는다. 이 이론에 따르면, 낮은 이자율과 과도한 신용 창조의 지속적인 기간은 저축과 투자 사이에 변동성이 크고 불안정한 불균형을 초래한다.

## 관련 정책 제안
경제학자 제프리 허브너, 조지프 살레르노, 피터 G. 클라인 및 존 P. 코크런(John P. Cochran)은 오스트리아 경기변동 이론의 통찰력을 바탕으로 자유 은행 시스템 또는 실물화폐 기반의 자유로운 전액 준비 은행 시스템으로 전환할 때의 이로운 결과에 대해 의회 위원회에 증언했다.

## 비판
존 퀴긴에 따르면, 대부분의 경제학자들은 오스트리아 경기순환이론이 불완전성과 기타 문제로 인해 틀렸다고 믿는다. 고트프리트 폰 하벌러와 밀턴 프리드먼, 고든 털럭, 브라이언 캐플런, 그리고 폴 크루그먼과 같은 경제학자들도 이 이론을 비판했다.

### 이론적 반론
일부 경제학자들은 오스트리아 경기순환이론이 은행가와 투자자들이 일종의 비합리성을 보여야 한다고 주장한다. 이 이론은 은행가들이 일시적으로 낮은 이자율에 정기적으로 속아 수익성 없는 투자를 하게 된다고 가정하기 때문이다. 이에 대해 역사학자 토머스 우즈는 오스트리아 경기순환이론에 대해 충분히 잘 아는 은행가와 투자자는 거의 없어서 일관되게 건전한 투자 결정을 내릴 수 없다고 주장한다. 오스트리아 학파 경제학자 안토니 카릴리(Anthony Carilli)와 그레고리 뎀프스터(Gregory Dempster)는 은행가나 기업이 현재 이자율과 일치하는 규모로 차입하거나 대출하지 않으면 시장 점유율을 잃게 된다고 주장한다. 이는 이자율이 자연 수준보다 낮든 아니든 마찬가지다. 따라서 기업들은 이자율이 적절하게 설정된 것처럼 행동할 수밖에 없는데, 개별 기업이 이를 어기면 사업 손실이 발생하기 때문이다. 오스트리아 학파 경제학자 로버트 머피(Robert Murphy)는 은행가와 투자자들이 시장에서 이자율이 어떻게 설정될지 알 수 없기 때문에 건전한 사업 선택을 하기 어렵다고 주장한다. 오스트리아 경제학자 숀 로젠탈(Sean Rosenthal)은 오스트리아 경기변동 이론에 대한 광범위한 지식이 인위적으로 낮은 이자율 기간 동안 부실 투자의 양을 증가시킨다고 주장한다.
1998년 인터뷰에서 밀턴 프리드먼은 이론의 정책적 함의에 대해 불만을 표했다.
오스트리아 경기순환이론이 세상에 많은 해를 끼쳤다고 생각한다. 1930년대, 즉 중요한 시점으로 돌아가 보면, 런던에 있던 오스트리아 학파인 하이에크와 라이어널 로빈스는 세상이 완전히 바닥으로 떨어지도록 내버려 두어야 한다고 말했다. 스스로 치유되도록 내버려 두어야 한다. 아무것도 할 수 없다. 오직 상황을 악화시킬 뿐이다. 로스바드는 전체 은행 시스템이 붕괴하도록 내버려 두지 않은 것이 큰 실수였다고 말한다. 영국과 미국 모두에서 그런 무위주의 정책을 장려함으로써 그들이 해를 끼쳤다고 생각한다.

### 경험적 반론
제프리 로저스 험멜(Jeffery Rogers Hummel)은 오스트리아 학파의 경기 순환 설명이 경험적 근거에서 실패한다고 주장한다. 특히 그는 대공황을 제외하고 자료가 있는 모든 경기 침체에서 투자 지출이 양수였다는 점을 지적한다. 그는 이것이 경기 침체가 산업 생산에서 소비로 자원 재할당에 의해 발생한다는 개념에 의문을 제기한다고 주장한다. 왜냐하면 오스트리아 경기순환이론은 경기 침체 동안 순투자가 0보다 작아야 함을 의미한다고 그는 주장하기 때문이다. 이에 대해 오스트리아 학파 경제학자 월터 블록은 호황기 동안의 자원 배분 오류가 전체적으로 수요가 증가할 가능성을 배제하지 않는다고 주장한다.
1969년, 경제학자 밀턴 프리드먼은 미국의 경기 변동 역사를 검토한 후, 오스트리아 경기 순환 이론이 틀렸다고 결론 내렸다. 그는 1993년에 새로운 데이터를 사용하여 이 문제를 분석했고, 다시 동일한 결론에 도달했다. 오스트리아 경제학자 헤수스 우에르타 데소토는 프리드먼이 자신의 결론을 증명하지 못했다고 주장한다. 왜냐하면 그는 GDP 수축이 이전 수축만큼 높은지에 초점을 맞추지만, 이론은 "신용 확장, 미시 경제적 부실 투자, 그리고 경기 침체 사이의 상관 관계를 설정하며, 경제 확장과 경기 침체 사이가 아니라 둘 다 총계(GDP)로 측정된다"고 주장하며, 경험적 기록은 강한 상관 관계를 보여준다고 말한다.
프리드먼의 경기 순환 논의를 언급하며, 오스트리아 경제학자 로저 개리슨은 "프리드먼의 경험적 발견은 통화주의와 오스트리아 학파의 견해 모두와 대체로 일치한다"고 말하며, 프리드먼의 모델이 "최고 수준의 총량에서 경제의 성과를 설명하지만, 오스트리아 이론은 그러한 총량의 기반이 될 수 있는 시장 과정에 대한 통찰력 있는 설명을 제공한다"고 주장한다.

## 같이 보기
- 머리 로스바드의 아메리카의 대공황
- 연방준비제도에 대한 비판
- 헤수스 우에르타 데소토

## 추가 문헌
- 토머스 우즈 (2009). 멜트다운: 주식 시장이 붕괴하고 경제가 침체하고 정부 구제 금융이 상황을 악화시킬 이유에 대한 자유 시장의 관점. 워싱턴 DC: 레그너리. ISBN 978-1596985872 OCLC 276335198
- 에반스, A. J. (2010), "오스트리아 경기변동 이론이 주장하는 것과 주장하지 않는 것. Economic Affairs, 30: 70–71. doi:10.1111/j.1468-0270.2010.02025.x, online
- 로저 개리슨 (2000). 시간과 돈: 자본 구조의 거시경제학. 뉴욕: 라우틀리지. ISBN 0415771226